# Molines Gut
Molines Gut ist ein so genannter ghaut (gut), ein ephemeres Gewässer ähnlich einer Fiumara, auf St. Kitts, im karibischen Inselstaat St. Kitts und Nevis.

## Geographie
Der Fluss entspringt im Südwesten von St. Kitts, im hügeligen Fußbereich des Mount Liamuiga. Er verläuft nach Süden und mündet nach kurzem Lauf bei New Guinea (St. Kitts) in das Karibische Meer, ganz in der Nähe zur Mündung des benachbarten Half Way Tree Gut im Süden und zur Brimstone Hill Fortress im Nordwesten.